# Wegrace 250 cc
De 250cc-klasse is een voormalige wegraceklasse in de motorsport. In deze klasse werd gestreden om de wereldtitel in het FIM wereldkampioenschap wegrace, maar ook in het Europees kampioenschap wegrace en de Lightweight TT.

## Voorgeschiedenis
Net als de andere op cilinderinhoud gebaseerde klassen (50-, 80-, 125-, 350 cc en 500 cc) diende de inhoudsklasse om wegraces eerlijker te maken. Toen rond 1904 de eerste motorraces werden georganiseerd was daar nog geen sprake van. Elke organisatie hanteerde eigen reglementen en zelfs de oprichting van de Fédération Internationale des Clubs Motocyclistes (FICM) eind 1904 bracht daar geen verandering in. Dat had twee oorzaken: deze FICM was in het begin nog te zwak en de ontwikkelingen van de motorfietsen gingen te snel. Ook vermeldden motorfabrikanten in het begin van de 20e eeuw de cilinderinhoud helemaal niet: men leverde motorfietsen met een bepaald vermogen en dat werd dan ook in advertenties vermeld. Zo vond men reglementen gebaseerd op het brandstofverbruik, het gewicht, het aantal cilinders of combinaties daarvan. Als een bepaalde motorfiets te snel bleek werden reglementen soms jaarlijks aangepast.

## Geschiedenis
| Een dergelijjke 211cc-Levis was waarschijnlijk de eerste machine die een officiele 250cc-race won tijdens de TT van Man van 1920. |

### Isle of Man TT
De Britten hadden niet veel op met de lichte raceklassen. De Isle of Man TT kende tot aan de Eerste Wereldoorlog slechts de 350cc-Junior TT en de 500cc-Senior TT. In de Junior TT van 1920 mocht de "Lightweight-klasse" (tot 250 cc) meerijden. Het kleine merk Levis ging op de uitnodiging in, hoewel het niet eens volwaardige 250cc-machines had. Het stelde een team samen met Ronald Clarke, Gus Kuhn en de inmiddels 58 jaar oude Frank W. Applebee. Zij reden op 211cc-tweetaktmachientjes. Clarke was nog sneller dan de latere winnaar Cyril Williams (350cc-AJS TT Model), maar viel bij Keppel Gate, acht kilometer voor de finish. Hij kon zijn machine nog oprapen en met een kale en kromme voorvelg langzaam naar de finish rijden. Hij werd vierde in het totaalklassement en winnaar van de 250cc-Lightweight klasse, maar had de race gewoon kunnen winnen. Hij werd meteen na de finish met uitputtingsverschijnselen naar Nobles Hospital in Douglas gebracht. Pas tijdens de TT van 1922 kregen de 250cc-machines hun eigen Lightweight TT. Daarin bleven de 250cc-machines rijden tot ze in 1977 werd vervangen door de Formula Three TT.

### Europees kampioenschap wegrace
Toen het Europees kampioenschap wegrace in 1924 voor het eerst werd georganiseerd, volgde men de inhoudsklassen zoals die bij de TT van Man werden gebruikt: 250-, 350- en 500 cc. Het Europees kampioenschap was geen competitie over meerdere wedstrijden, maar een ééndagsevenement. De Belgische ingenieur/coureur Maurice van Geert had een jaar eerder het merk Rush overgenomen. Met een dergelijke machine met een Blackburne-zijklepmotor werd hij de eerste Europees kampioen in de 250cc-klasse. Nadat van Geert al met een Brits motorblok had gewonnen, domineerden de Britse merken in de volgend jaren het EK. Jock Porter won in 1925 en 1926 ook al met zijn eigen merk: New Gerrard. Daarna volgden OK Supreme (1928 en 1929), Excelsior (1930 en 1936), Rudge (1931) en New Imperial, (1933). De overige vooroorlogse 250cc-kampioenschappen werden gewonnen door Moto Guzzi (1932 en 1937) en DKW (1934, 1935, 1938 en 1939).
Na de Tweede Wereldoorlog vonden er nog twee EK's plaats: in 1947 en 1948, gewonnen door Bruno Francisci en Maurice Cann, beiden op een vooroorlogse Moto Guzzi Albatros. Het Europees kampioenschap eindigde daarna vanwege de invoering van het Wereldkampioenschap wegrace in 1949. In 1981 werd het Europees kampioenschap nieuw leven ingeblazen, omdat het wereldkampioenschap alleen plaats bood aan (semi-)professionele coureurs en werd gedomineerd door fabrieksrijders en fabrieksracers. De beginnende, jonge coureurs en de liefhebbers hadden geen internationaal podium meer, maar de Japanse fabrikanten boden een uitgebreid scala aan productieracers aan, waarmee op een behoorlijk niveau gereden kon worden. In de loop van de jaren werden steeds nieuwe klassen toegevoegd en weer verwijderd. In 2008 werd de opzet van het kampioenschap gewijzigd. Waar voorheen het kampioenschap over meerdere races werd verreden, werd het door de UEM georganiseerde kampioenschap als een eendaagse wedstrijd opgezet en werd er gereden in de klassen 125GP, Supersport en Superstock 1000. Het evenement vindt sindsdien jaarlijks plaats op het Circuito de Albacete in Spanje. Met de komst van de 600cc-Supersport-klasse verdween de 250cc-klasse van de kalender.

### Europese Kampioenen
| Seizoen                                                   | Coureur              | Merk             |
| --------------------------------------------------------- | -------------------- | ---------------- |
| 1924                                                      | Maurice van Geert    | Rush-Blackburne  |
| 1925                                                      | Jock Porter          | New Gerrard      |
| 1926                                                      | Jock Porter          | New Gerrard      |
| 1927                                                      | Cecil Ashby          | OK Supreme       |
| 1928                                                      | Cecil Ashby          | OK Supreme       |
| 1929                                                      | Frank Longman        | OK Supreme       |
| 1930                                                      | Syd Crabtree         | Excelsior        |
| 1931                                                      | Graham Walker        | Rudge            |
| 1932                                                      | Riccardo Brusi       | Moto Guzzi       |
| 1933                                                      | Charlie Dodson       | New Imperial     |
| 1934                                                      | Walfried Winkler     | DKW              |
| 1935                                                      | Arthur Geiss         | DKW              |
| 1936                                                      | Henry Tyrell-Smith   | Excelsior        |
| 1937                                                      | Omobono Tenni        | Moto Guzzi       |
| 1938                                                      | Ewald Kluge          | DKW              |
| 1939                                                      | Ewald Kluge          | DKW              |
| Onderbreking wegens invoering wereldkampioenschap wegrace |                      |                  |
| 1981                                                      | Herbert Hauf         | Honda            |
| 1982                                                      | Reinhold Roth        | FKN-Yamaha       |
| 1983                                                      | Carlos Cardús        | Cobas-Rotax      |
| 1984                                                      | Gary Noel            | Exactweld-Yamaha |
| 1985                                                      | Massimo Matteoni     | Honda            |
| 1986                                                      | Hans Lindner         | Rotax            |
| 1987                                                      | Javier Cardelus      | Cobas-Rotax      |
| 1988                                                      | Fausto Ricci         | Yamaha / Aprilia |
| 1989                                                      | Andrea Borgonovo     | Aprilia          |
| 1990                                                      | Leon van der Heijden | Aprilia          |
| 1991                                                      | Max Biaggi           | Aprilia          |
| 1992                                                      | Luis Carlos Maurel   | Aprilia          |
| 1993                                                      | Giuseppe Fiorillo    | Aprilia          |
| 1994                                                      | Régis Laconi         | Yamaha           |
| 1995                                                      | Luca Boscoscuro      | Aprilia          |
| 1996                                                      | Sebastián Porto      | Aprilia          |
| 1997                                                      | Davide Bulega        | Aprilia          |
| 1998                                                      | Alex Hofmann         | Honda            |
| 1999                                                      | Ivan Clementi        | Aprilia          |
| 2000                                                      | Riccardo Chiarello   | Aprilia          |
| 2001                                                      | David García         | Honda            |
| 2002                                                      | Álvaro Molina        | Yamaha           |
| 2003                                                      | Taro Sekiguchi       | Yamaha           |
| 2004                                                      | Álvaro Molina        | Aprilia          |
| 2005                                                      | Álvaro Molina        | Aprilia          |
| 2006                                                      | Álvaro Molina        | Aprilia          |
| 2007                                                      | Álvaro Molina        | Aprilia          |

### Wereldkampioenschap wegrace

#### Jaren vijftig

##### Puntentelling 1949
Punten werden vergeven aan de vijf best geklasseerde coureurs met een extra punt voor de finisher met de snelste ronde.
|         | 1e | 2e | 3e | 4e | 5e | snelste ronde |
| ------- | -- | -- | -- | -- | -- | ------------- |
| Punten: | 10 | 8  | 7  | 6  | 5  | 1             |

In 1949 en de jaren vijftig ging de titelstrijd vooral tussen Italiaanse merk met eencilinder viertakten met dubbele bovenliggende nokkenas (in het Italiaans: "Bialbero"). Die strijd werd in de jaren 1953-1955 onderbroken door het Duitse NSU. In 1959 verscheen ook Honda in een bescheiden rol op het toneel.
Het seizoen 1949 kende slechts vier wedstrijden, elk met een andere winnaar. Het tekende de strijd tussen Moto Guzzi en Benelli. Voor de Lightweight TT huurde Moto Guzzi Angelsaksische rijjders in die de 60km-lange Snaefell Mountain Course goed kenden. De Ier Manliff Barrington won daar, terwijl Benelli's Dario Ambrosini ten val kwam. Dat was wellicht ook de fout van Benelli: Ambrosini was (nog) de enige coureur. Tijdens de GP van Zwitserland won Bruno Ruffo (Moto Guzzi), Ambrosini werd tweede. De Ulster Grand Prix had weer een andere Moto Guzzi-rijder als winnaar: de Engelsman Maurice Cann. Hier werd Ruffo tweede en Ambrosini viel opnieuw uit. Voor de laatste race leidde Ruffo het kampioenschap. Ambrosini stond vrijwel kansloos op plaats 6. Hij moest zijn thuisrace, de GP des Nations op Monza winnen, maar dan mocht Ruffo geen punten scoren. Ambrosini kreeg hulp van Umberto Masetti en won de race inderdaad, maar Ruffo werd tweede en wereldkampioen.

##### Puntentelling 1950-1968
De puntentelling werd gewijzigd. De eerste zes finishers kregen nu punten, maar het omstreden extra punt voor de snelste ronde was afgeschaft.
| 1e | 2e | 3e | 4e | 5e | 6e |
| -- | -- | -- | -- | -- | -- |
| 8  | 6  | 4  | 3  | 2  | 1  |

In het seizoen 1950 lukte het Dario Ambrosini wel om met zijn Benelli 250 Bialbero wereldkampioen te worden. Hij won dan ook drie van de vier wedstrijden. De vierde ging naar Maurice Cann (Moto Guzzi), die tweede in het kampioenschap werd.Bruno Ruffo concentreerde zich met zijn Mondial 125 Bialbero op de 125cc-klasse waar hij wereldkampioen werd. Hij reed slechts één 250cc-race voor Moto Guzzi, werd daarin derde en sloot het WK 250 cc als gedeeld derde af met Fergus Anderson (ook Moto Guzzi).
In het seizoen 1951 kreeg de Italiaanse motorsport zware klappen te verduren door het verongelukken van Dario Ambrosini, Claudio Mastellari, Sante Geminiani, Raffaele Alberti, Guido Leoni en Gianni Leoni (geen familie van elkaar). Vooral het bizarre trainingsongeluk van Sante Geminiani en Gianni Leoni op het niet afgesloten Clady-stratencircuit kwam hard aan. Ambrosini was tijdens de Franse Grand Prix in de armen van Gianni Leoni gestorven. Ambrosini had de openingrace, de GP van Zwitserland nog gewonnen en was in de Lightweight TT tweede geworden. Hij had zo'n grote puntenvoorsprong dat hij na de Franse GP nog eerste stond in het WK. Hij eindigde in het 250cc-WK postuum als derde. Gianni Leoni werd postuum vijfde, maar ook tweede in het 125cc-WK. De wereldtitel ging voor de tweede keer naar Bruno Ruffo, voor Tommy Wood en Ambrosini.
In het seizoen 1952 was de Moto Guzzi Gambalunghino nog steeds de te kloppen machine, temeer omdat Benelli zich had teruggetrokken. En dat terwijl de Gambalunghino feitelijk een vooroorlogse Moto Guzzi Albatros met een andere voorvork maar nog steeds een enkele bovenliggende nokkenas was. Maar concurrentie was er feitelijk niet. Enrico Lorenzetti en Fergus Anderson wonnen elk twee wedstrijden en werden eerste en tweede in het WK, voor Les Graham, die een wedstrijd met een Benelli had gereden en daarna overstapte op een prototype van Velocette. Pas in de laatste race van het seizoen, de GP de Nations, verscheen er een donker wolkje aan de Moto Guzzi-hemel, toen de NSU Rennmax verscheen. Werner Haas werd er tweede mee en Roberto Colombo derde.
De NSU Rennmax was een paralleltwin met dubbele bovenliggende nokkenassen, aangedreven door twee koningsassen. Moto Guzzi zag de dreiging wel, want het ontwikkelde de Bialbero 250, eveneens met dubbele bovenliggende nokkenas, maar nog steeds een eencilinder. Moto Guzzi had haar windtunnel klaar en Enrico Lorenzetti reed met een verkapte "dolfijn"-stroomlijn. NSU gebruikte een kleinere tophalf maar desondanks was Werner Haas er nauwelijks mee te verslaan. Fergus Anderson won de Lightweight 250 cc TT voor Haas, maar tijdens de TT van Assen reed Haas zijn startronde (met staande start) sneller dan het ronderecord van Bruno Ruffo uit 1952. Hij won de race, waarin Reg Armstrong, die eigenlijk voor Gilera in de 500cc-klasse reed, met een Rennmax derde werd. Haas stond nu naast Anderson aan kop van de ranglijst, maar Haas won ook de Duitse Grand Prix en de Ulster Grand Prix. In de GP van Zwitserland werd Haas na een valpartij slechts zesde, maar Armstrong won en Anderson werd slechts derde, 0,1 seconde achter zijn merkgenoot Alano Montanari, die zich als privérijder van de teambelangen niets aan hoefde te trekken. In de GP de Nations werd Haas tweede, maar dat deerde hem niet. Anderson scoorde geen punten en Reg Armstrong werd slechts vierde, waardoor Haas zeker was van de wereldtitel. NSU ging niet eens meer naar de laatste Grand Prix in Spanje. Armstrong werd tweede in het kampioenschap en Lorenzetti werd derde. Haas werd met een NSU Rennfox eveneens wereldkampioen 125 cc.
Het NSU-team bestond in het seizoen 1954 uit drie man: Werner Haas, Rupert Hollaus en Hermann Paul ("Happi") Müller. Haas en Müller richtten zich op de 250cc-klasse, Hollaus op de 125 cc. Haas won vijf 250cc-races en Hollaus won alle 125cc-races en nog een 250cc-race. Zo had NSU alle overwinningen in beide klassen totdat Hollaus tijdens de training van de GP des Nations dodelijk verongelukte. Hij was toen al zeker van zijn 125cc-wereldtitel en Haas van de 250cc-titel. De eindstand in de 250cc-klasse was: 1. Werner Haas, 2. Rupert Hollaus, 3. Happi Müller.
Na de dood van Rupert Hollaus had NSU zich als fabrieksteam uit het WK teruggetrokken. Daarmee verdwenen ook de snelle Rennmaxen in het seizoen 1957. Karl Kleinbach had echter al in 1954 een prototype van een 250cc-productieracer ontwikkeld, de Sportmax, met de veel eenvoudiger techniek (enkele bovenliggende nokkenas aangedreven door het Ultramax-systeem) van de NSU Max 251 OSB-toermotor. Deze machine werd in het seizoen 1955 aan privérijders verkocht, maar leverde aanvankelijk aanmerkelijk minder vermogen dan een Rennmax. Desondanks was Georg Braun er in de Zwitserse GP van 1954 al tweede mee geworden. In 1955 leverde de machine al 28 à 30 pk, niet veel minder dan de 31 pk van de Rennmax. Moto Guzzi werkte ook niet meer serieus aan haar 250cc-machines. Het had al een peperduur project achter de rug, de mislukte 500cc-Quattro Cilindri (viercilinder) en werkte nu aan een nog veel duurder project: de 500cc-Otto Cilindri (achtcilinder). Aan de andere kant begon MV Agusta zich voor de 250cc-klasse te interesseren, maar het had niet meer dan een tot 203 cc opgeboorde MV Agusta 125 Bialbero, de MV Agusta 203 Bialbero. Desondanks won Bill Lomas er de Lightweight 250 cc TT mee, voor Cecil Sandford (Moto Guzzi) en Hermann Paul Müller (NSU). Sandford reed echter in dienst van Moto Guzzi in de 350- en de 500cc-klasse en scoorde in de 250 niet veel punten meer. Müller won de Duitse Grand Prix, maar dat werd zijn enige overwinning van het seizoen. Tijdens de TT van Assen ging de overwinning weer naar MV Agusta, maar dit keer naar Luigi Taveri. In de Ulster Grand Prix werd Müller slechts zesde, maar zijn grootste concurrenten scoorden ook niet. Ook in de GP des Nations ging het niet goed met Müller, maar MV Agusta kwam hem tegemoet doordat er weer een andere MV-rijder won: Carlo Ubbiali. Sandford had hem (theoretisch) nog van zijn wereldtitel af kunnen houden, maar hij scoorde geen punten en Müller had aan zijn vierde plaats genoeg om wereldkampioen te worden, voor Sandford en Lomas.
Hermann Paul Müller, 47 jaar oud en met een wereldtitel op zak, beëindigde zijn carrière. Maar ook de andere NSU-rijders maakten in het seizoen 1956 geen kans meer nu de MV Agusta 250 Monocilindrica Bialbero raceklaar was. Carlo Ubbiali won de eerste vier races en was zeker van de wereldtitel. Zijn teamgenoot Luigi Taveri won er een en eindigde als tweede in het WK, voor Enrico Lorenzetti (Moto Guzzi).
De Mondial 250 Bialbero kwam in het seizoen 1957 niet helemaal uit de lucht vallen. Ze was in 1956 al enkele malen ingezet, maar had geen enkel punt gescoord. Dat was in 1957 anders: Mondial had de jonge Tarquinio Provini al in dienst en huurde ook Cecil Sandford en Sammy Miller in. Carlo Ubbiali mocht voor MV Agusta de Duitse Grand Prix nog winnen en John Hartle de GP van België, maar toen was Sandford al bijna zeker van zijn titel. Die stelde hij zeker door de Ulster Grand Prix te winnen. Provini werd met twee overwinningen tweede in het WK en Miller derde. De beste MV Agusta-rijder werd Roberto Colombo, postuum, want hij was tijdens de trainingen in België verongelukt.
Eind 1957 maakten Moto Guzzi, Mondial, Gilera en MV Agusta gezamenlijk bekend dat ze zouden stoppen met racen. MV zag haar kans schoon, verbrak haar belofte en werd in het seizoen 1958 in vier klassen wereldkampioen. In de 250cc-klasse won Tarquinio Provini de eerste drie races. Als hij de vierde, de Grand Prix van Zweden, ook gewonnen had was hij al wereldkampioen geweest. Hij werd door schakelproblemen slechts negende. Dat gaf de Oost-Duitser Horst Fügner de kans om met zijn tweetakt-MZ te winnen. Fügner was in de GP van Duitsland al tweede geworden en klom naar de tweede plaats in de WK-stand. Door de Ulster Grand Prix te winnen werd Provini wereldkampioen, maar Fügner werd vijfde en bleef tweede in het WK omdat Carlo Ubbiali (MV Agusta) met pech te kampen kreeg. Ubbiali won de laatste race en kwam daarmee gelijk met Fügner op 16 punten. Maar Fügner had een race gewonnen en bleef Ubbiali in het WK dus voor.
Ook in het seizoen 1959 bleek MZ een luis in de pels van MV Agusta. Dat had veel te maken met ingenieur Walter Kaaden, die samen met coureur Ernst Degner aan de verbetering van de expansie-uitlaat en de roterende inlaten werkte. MV Agusta had bij gebrek aan concurrentie de ontwikkeling van haar tweecilinder, de MV Agusta 250 Bicilindrica, stilgezet, maar in 1959 kwam deze machine toch aan de start. In de Lightweight TT was er voor MV geen vuiltje aan de lucht: het bezette de eerste drie plaatsen en alle (drie) MZ's vielen uit. Ook in de rest van het seizoen gooiden de MZ-fabrieksrijders Horst Fügner en Ernst Degner geen al te hoge ogen en na de vierde race, de TT van Assen, stonden de MV-rijders Carlo Ubbiali en Tarquinio Provini ruim aan de leiding van het WK, voor Moto Morini-rijder Emilio Mendogni. Fügner stond vierde en Degner had nog maar één punt op zijn naam. Toen kocht de Rhodesische privérijder Gary Hocking een MZ RE 250. Hij won de GP van Zweden met bijna een minuut voorsprong op Ubbiali. MV Agusta maakte de reis naar de Ulster Grand Prix niet omdat de wereldtitel zeker naar een MV Agusta-coureur zou gaan. Dat ontnam Provini de kans op de wereldtitel, die naar Ubbiali ging. Maar de gevolgen waren nog groter toen Hocking ook deze race won. Daardoor kwam hij in punten gelijk te staan met Provini, maar met twee overwinningen stond Hocking nu op de tweede plaats. Toen beiden in de GP des Nations uitvielen was het pleit beslecht: Ubbiali wereldkampioen, Hocking tweede en Provini derde.

#### Jaren zestig

##### De Japanners komen
De jaren zestig begonnen (met MV Agusta) en eindigden (met Benelli) Italiaans, maar daartussen was het Japan wat de klok sloeg, met een grote en dure tweestrijd tussen Honda en Yamaha. Honda dat zwoer bij viertakten en Yamaha bij tweetakten. Ze ontwikkelden steeds gecompliceerdere en duurdere motoren in de strijd om de wereldtitels. Ook Suzuki probeerde aan te haken met twee- en viercilinders met de tweetakttechniek die door Ernst Degner van MZ was meegebracht, maar dat lukte niet. Soichiro Honda had in 1959 een groot team naar de TT van Man gezonden, waar Naomi Taniguchi in de 125cc-Ultra-Lightweight TT de eerste Japanner werd die een WK-punt scoorde. Dat deed hij met een tweecilinder Honda RC 142.
Op basis van die RC 142 had men voor het seizoen 1960 de 250cc-viercilinder Honda RC 161 gebouwd. Met zijn 38 pk was die net zo sterk als een MV Agusta 250 Bicilindrica en met een droog gewicht van 110 kg ook net zo zwaar. Honda begon het seizoen met Moto Kitano, Yukio Satoh, Kunimitsu Takahashi, Kenjiro Tanaka, Naomi Taniguchi en Tom Phillis. Al voor aanvang raakte Tanaka geblesseerd. Hij werd vervangen door Bob Brown, die met Nortons ook in de 350- en de 500cc-klasse reed. Het MV Agusta-team bestond uit Carlo Ubbiali, Gary Hocking en Luigi Taveri. Brown was de enige in het Honda-team die ervaring op het eiland Man had, maar de Honda's kwamen nog niet goed uit de verf. Taveri won voor Hocking en Moto Morini-coureur Tarquinio Provini. Brown werd vierde, Kitano vijfde en Taniguchi zesde. Tijdens de trainingen in Assen brak Phillis een sleutelbeen en ook Taniguchi raakte geblesseerd. Zij werden vervangen door Jan Huberts en Jim Redman. Opnieuw gingen de podiumplaatsen naar MV Agusta en de Honda's scoorden geen enkel punt. Ook in de Belgische GP vulden de MV-rijders het podium terwijl de Honda's niet in de uitslag voorkwamen. Brown, die alleen op Man had gereden, stond als beste Honda-rijder op de zesde plaats van het WK. In de GP van Duitsland kreeg Brown weer een Honda, maar hij viel hard tijdens de trainingen waarbij hij het leven verloor. Desondanks scoorde Kenjiro Tanaka de eerste podiumplaats voor Honda: hij werd derde achter Hocking en Ubbiali, die nu samen aan de leiding van het WK stonden. De Ulster Grand Prix was een succes voor Honda. Ubbiali won weliswaar, maar de herstelde Tom Phillis werd tweede en Jim Redman derde. In de Nations GP kon Hocking theoretisch nog wereldkampioen worden als hij won en Ubbiali niet scoorde. Maar het ging juist andersom: Ubbiali won en Hocking viel uit. Redman werd met de Honda tweede en Ernst Degner, die zich het hele seizoen op de 125cc-klasse gericht had, startte met de MZ RE 250 en werd derde. Ubbiali was dus wereldkampioen, Hocking tweede en Taveri derde.
In het seizoen 1961 trok MV Agusta zich terug uit de lichtere klassen om zich op de 350- en 500 cc te concentreren. De nieuwe Honda RC 162 was motorisch licht gewijzigd, maar kreeg vooral een nieuw Frame. MV Agusta stuurde Gary Hocking met een MV Agusta 250 Bicilindrica naar de Spaanse GP, die hij ook won voor Tom Phillis (Honda) en Silvio Grassetti (Benelli). Tijdens de Duitse GP viel Hocking uit en Honda profiteerde daar optimaal van: Kunimitsu Takahashi won voor Jim Redman en Tarquinio Provini (Morini). Mike Hailwood was het seizoen begonnen op een oude Mondial 250 Bialbero, maar zijn vader Stan huurde een Honda RC 162 voor hem. Hailwood reed de Honda in Duitsland voor het eerst, maar werd slechts achtste met een ronde achterstand. In de Franse GP kreeg Hocking weer pech. Nu werd Hailwood tweede achter Tom Phillis en voor Takahashi. Hier debuteerde Yamaha: Fumio Ito en Tansharu Noguchi startten met Yamaha RD 48's, maar scoorden nog geen punten. De TT van Man werd een enorm succes voor privérijder Hailwood. Met zijn Norton Manx won hij de Senior TT, met een inmiddels gearriveerde maar ook gehuurde 125cc-Honda 2RC 143 de Lightweight 125 cc TT en met de RC 162 de Lightweight 250 cc TT. In de 250cc-TT bezette Honda de eerste vijf plaatsen. Suzuki debuteerde op Man met een groot team: Paddy Driver, Alistair King, Hugh Anderson, Michio Ichino, Mitsuo Itoh en Sadao Masuda met Suzuki RV 61's. Geen van hen scoorde punten. Hailwood won ook de TT van Assen voor Bob McIntyre, die zijn machine ook gehuurd had. Honda-fabrieksrijder Jim Redman werd derde. Hailwood nam nu de leiding in het WK over van Tom Phillis. Fumio Ito scoorde het eerste WK-punt voor Yamaha. In de GP van België stelde het fabrieksteam van Honda weer een beetje orde op zaken: Redman won voor Phillis en Hailwood. Daardoor stonden deze drie nu precies gelijk aan kop van het WK. John Hartle had het voorbeeld van Hailwood en McIntyre gevolgd en ook een Honda gehuurd, maar hij viel net als McIntyre uit. Paddy Driver werd met de Suzuki op een ronde gereden, maar kwam als zevende toch dicht bij een punt. Hailwood vernederde de fabrieksrijders tijdens de Grand Prix van de DDR door Redman met een halve minuut voorsprong te verslaan. Kunimitsu Takahashi (Honda) werd derde. De privérijders deden het ook goed in de Ulster Grand Prix, waar McIntyre won voor Hailwood en Redman. MV Agusta onderkende het talent van Hailwood op tijd. Voor de GP des Nations kreeg hij een 500cc-MV Agusta (die in dit jaar "MV Privat" heette). Gary Hocking was met MV al wereldkampioen, maar hij viel en Hailwood won. Hij reed het hele veld op een ronde. De 250cc-race werd gewonnen door Redman voor Hailwood en Phillis. Redman naderde Hailwood in het WK tot op zes punten. Theoretisch konden Hailwood, Redman en Phillis nog wereldkampioen worden. Redman en Phillis werden in de Zweedse GP echter niet geholpen door hun teamgenoten. Hailwood won, maar Redman werd slechts vierde achter Taveri en Takahashi. Phillis werd zesde. Daarmee had privérijder Hailwood het Honda-fabrieksteam met hun eigen wapen verslagen. Maar als dank kreeg hij geen contract, maar de rekening voor de huur van zijn motorfietsen. Hij vertrok dan ook naar MV Agusta.
In het seizoen 1962 trok Yamaha zich terug om haar racers verder door te ontwikkelen. Eind 1961 hielp Suzuki de Oost-Duitse coureur Ernst Degner met zijn gezin naar het Westen te vluchten. Behalve een goed coureur was hij ook technicus en rechterhand van ingenieur Walter Kaaden, die bij MZ de tweetaktmotor had doorontwikkeld en de techniek van de expansie-uitlaat verfijnd had. Die techniek nam Degner mee naar Suzuki, en in de winter van 1961-1962 ging hij met de Japanse technici aan het werk om de Suzuki's sneller te maken. Maar de Suzuki RV 62 kwam zelden aan de start. MZ viel als concurrent weg omdat de regering van Walter Ulbricht na de vlucht van Ernst Degner huiverig was om coureurs naar het buitenland te sturen. Zo had Honda feitelijk het rijk alleen. Jim Redman won zes van de tien races en werd wereldkampioen. Tijdens de TT van Man verongelukte Tom Phillis en op 6 mei kreeg Bob McIntyre een ongeluk op Brands Hatch. Hij overleed op 15 augustus. McIntyre werd postuum tweede in het wereldkampioenschap, Arthur Wheeler, die met een opgepepte oude Moto Guzzi 250 Bialbero gestaag punten had gescoord en in afwezigheid van Honda de Argentijnse Grand Prix had gewonnen eindigde als derde. Tom Phillis werd postuum vierde. Honda gebruikte de Honda RC 163, die ten opzichte van zijn voorganger nauwelijks gewijzigd was. Maar het voorzag privérijders van de tweecilinder Honda CR 72 die was gebaseerd op de straatmodellen van de Honda Dream-serie.
Honda bezuinigde in het seizoen 1963, en daardoor moesten de fabriekscoureurs Jim Redman, Tommy Robb, Kunimitsu Takahashi en Luigi Taveri het met de "oude" RC 163 doen. Het gevaar werd verwacht van Yamaha, dat de RD 56 klaar had, en misschien ook van Suzuki, dat al enkele jaren aan een 250cc-tweecilinder werkte (de RV 61, de RV 62 en de RZ 63). Die machines werden echter voorlopig alleen in het Japans kampioenschap gebruikt. Het gevaar voor Honda kwam uit een heel andere hoek: Tarquinio Provini, wiens carrière na zijn overstap naar Moto Morini in 1960 enigszins in het slop was geraakt, won met zijn eenvoudige eencilinder Moto Morini 250 Bialbero de eerste twee GP's, maar hij werd niet naar de TT van Man gezonden. Daar won Redman en hij nam meteen de WK-leiding over. In de TT van Assen verscheen ook Yamaha. Redman won daar, maar Fumio Ito werd met de RD 56 tweede en Provini derde. Jim Redman brak tijdens de 125cc-race een sleutelbeen. Daardoor miste hij de Belgische Grand Prix, maar Provini profiteerde niet optimaal omdat de Yamaha's van Ito en Yoshikazu Sunako te snel waren. Bij de Ulster Grand Prix was Redman er weer bij en Yamaha had haar machines teruggeroepen naar Japan. Redman won, Provini werd tweede en Tommy Robb (Honda) derde. Redman zou in de GP van de DDR goede zaken kunnen doen omdat Tarquinio Provini met zijn team was tegengehouden bij de grens omdat de visa niet in orde waren. Maar MZ voorzag Mike Hailwood en Alan Shepherd van MZ RE 250's en zij werden eerste en tweede, Redman slechts derde. Provini won de GP des Nations voor Redman en naderde Redman tot op twee punten omdat Redman een resultaat moest wegstrepen. Toen Provini de Argentijnse GP won stonden ze precies gelijk. Tijdens de Japanse GP stelde Redman zijn wereldtitel veilig. Hij won en Provini werd slechts vierde doordat Yamaha weer terug was. Ito werd tweede en Phil Read, wiens 500cc-seizoen al voorbij was, werd met een Yamaha derde.
Het seizoen 1964 begon met een dissonant. Honda stuurde haar team niet naar de GP van de Verenigde Staten, maar na enkele trainingsongevallen weigerden ook Yamaha, Benelli en Suzuki te starten. Het werd nu vooral een Amerikaans onderonsje, maar de brit Alan Shepherd reed met zijn MZ het hele veld op minstens een ronde. Pas tijdens de Spaanse GP begon het WK-seizoen echt. Tarquinio Provini, nu op de nieuwe viercilinder-Benelli 250 4C won de race voor Jim Redman (Honda RC 164) en Phil Read (Yamaha RD 56). Read won vervolgens de Franse GP, waar Luigi Taveri (Honda) tweede werd en Hugh Anderson met de nieuwe viercilinder Suzuki RZ 64 derde. Redman haalde de finish niet. Drie verschillende merken hadden nu GP's gewonnen en tijdens de TT van Man werd een spannende race verwacht. Maar de Yamaha's, de Suzuki's en Benelli's vielen allemaal uit en Redman won met gemak voor Alan Shepherd (MZ). Derde man Alberto Pagani (Paton) had achttien minuten achterstand. Na vier GP's stond Shepherd aan de leiding van het WK, samen met Redman. Tijdens de TT van Assen won Redman drie races op een dag, waaronder de 250 cc. Read werd tweede en Tommy Robb (na zijn ontslag bij Honda overgestapt naar Yamaha) werd derde. Tijdens de GP van België nam Read de leiding, maar hij viel door een slecht lopende motor terug. Zijn teamgenoot Mike Duff won echter en snoepte belangrijke punten af van Redman, die tweede werd voor Shepherd. Read won vervolgens de Duitse GP voor Redman en Duff. Read won ook de GP van de DDR, opnieuw voor Redman en Bruce Beale, een protegé van Redman, met een tweecilinder Honda CR 72-productieracer. Ook in de Ulster Grand Prix zette Read zijn inhaalrace voort, door Redman opnieuw te verslaan. Omdat Redman te maken had met streepresultaten ging Read hem zelfs in de WK-stand voorbij. Honda zag de kansen op de wereldtitel slinken en reageerde door Redman te voorzien van de nieuwe zescilinder 3RC 164. Hij startte ermee in de GP de Nations, maar kreeg koelproblemen. Read won en Mike Duff versloeg Redman met 0,3 seconden verschil. Daardoor was Phil Read de nieuwe wereldkampioen. Read ging niet meer naar de GP van Japan, die Redman won.
Aan het begin van het seizoen 1965 weigerde Honda opnieuw om naar de GP van de USA te gaan omdat de te vroeg in het seizoen zou vallen. Ook de teams uit het Oostblok kwamen op het hoogtepunt van de Koude Oorlog niet naar de VS. Het gaf Yamaha de kans om toe te slaan: Phil Read won voor zijn teamgenoot Mike Duff en Silvio Grassetti (Moto Morini). Honda-kopman Jim Redman brak tijdens de training van de Duitse Grand Prix een sleutelbeen en Read won opnieuw voor Duff en Ramón Torras (Bultaco). Tijdens de Spaanse GP was Redman nog niet echt fit en hij viel dan ook uit. Read won voor Torras en Duff. In de Franse GP leken de kansen voor Redman (nog steeds op de Honda 3RC 164). Hij was sneller dan Read, maar viel uit door een defecte versnellingsbak. Read won zijn vierde race op rij, dit keer voor Bruce Beale (op de oude vierciliinder Honda RC 164) en Barry Smith (Bultaco). Tijdens de Lightweight 250 TT braken Read en Redman beurtelings het ronderecord, maar Read's Yamaha ging stuk. Redman won met een flinke voorsprong op Mike Duff en Frank Perris (Suzuki RZ 65). Read had nog steeds 24 punten voorsprong op Redman, die in het WK slechts vierde stond. Read won de TT van Assen, Redman vervolgens de GP van België, nu met de nieuwe zescilinder Honda RC 165, terwijl Read nog wachtte op zijn nieuwe viercilinder, de Yamaha RD 05. Die werd op Snetterton getest door Mike Duff, die daardoor de GP van de DDR miste. Nu Redman ook daar won kwam hij gezamenlijk met Duff op de tweede plaats van het WK te staan, 22 punten achter Read. Die won de Tsjecho-Slowaakse Grand Prix voor Duff en Redman. Tijdens de Ulster Grand Prix brak Redman opnieuw een sleutelbeen. Read won voor Duff en Derek Woodman (MZ) en was al zeker van de wereldtitel. Read ging niet naar de Finse Grand Prix, waarschijnlijk omdat hij samen met Bill Ivy de Yamaha RD 05 aan het testen was, Redman was nog niet genezen. Ook in de GP des Nations verscheen Redman niet, maar Read reed daar voor het eerst met de RD 05-viercilinder. De machine wilde echter niet aanslaan bij de start en hij werd slechts zevende. Het werd een eerste overwinning voor de Benelli 250 4C met Tarquinio Provini. Zijn teamgenoot Remo Venturi werd derde, achter Heinz Rosner met zijn MZ. Tijdens de GP van Japan werd Mike Hailwood gepresenteerd als nieuwe fabrieksrijder voor Honda. Hij won de 250cc-race prompt voor Isamu Kasuya (Honda) en Bill Ivy met de RD 05. Read kwam ten val. Duff sloot het WK als tweede af, Redman als derde.
In het seizoen 1966 verwachtte men een titanenstrijd tussen de Yamaha RD 05 (Phil Read) en de nieuwe Honda RC 166 (Mike Hailwood). Die kwam er echter niet: De Honda was veel sneller geworden en ook betrouwbaarder dan de Yamaha. Hailwood won dan ook acht GP's op rij waardoor de wereldtitel binnen was. Hij startte niet in de Ulster Grand Prix, maar daarin viel Read uit (net als alle Yamaha-rijders). Ginger Molloy won met een Bultaco. Ook in de Lightweight 250 cc TT haalde geen enkele Yamaha de finish en Hailwood won opnieuw. Tijdens de GP des Nations kwam Yamaha niet eens meer aan de start, en Hailwood won voor Heinz Rosner (MZ) en Alberto Pagani (Aermacchi Ala d'Oro 250). Honda kwam niet naar de GP van Japan omdat het weigerde te rijden op de Fuji Speedway. Toch wist Read ook hier niet te winnen. Dat lukte zijn teamgenoot Hiroshi Hasegawa wel. Read werd wel tweede. Ook het WK sloot hij - zonder overwinningen – als tweede af. Jim Redman (Honda), die al na de TT van Man was gestopt, werd derde.
In het seizoen 1967 had Yamaha de betrouwbaarheidsproblemen (met name de koeling en de krukaslagers) opgelost. De nieuwe Yamaha RD 05 A presteerde dan ook veel beter, zo goed, dat de wereldtitel na de laatste race achter de jurytafel beslist werd. Read won de Spaanse GP nadat Mike Hailwood (Honda RC 166) en Bill Ivy (Yamaha) waren uitgevallen. Ralph Bryans (Honda) werd tweede. In de Duitse GP vielen Hailwood en Ivy opnieuw uit, maar nu won Bryans voor Read. De Franse GP werd gewonnen door de man met de minste pech, want zowel Hailwood, Read als Ivy kregen problemen. Uiteindelijk won Ivy voor Read en Hailwood. Tijdens de Lightweight 250 TT was Hailwood gebrand op de overwinning. Hij wilde het record van Stanley Woods breken door zijn elfde TT-race te winnen. Hij won voor Read en Bryans. Tijdens de TT van Assen viel Read uit, waardoor Hailwood door te winnen weer wat meer aansluiting kreeg in het WK. Ook in de GP van België viel Read uit, maar teamgenoot Ivy wist de schade te beperken door te winnen voor Hailwood en Bryans. Maar die laatste nam nu wel de leiding in het WK, waarin Hailwood op gelijke hoogte kwam met Read. Toen Hailwood in de GP van de DDR uitviel stelde Yamaha weer orde op zaken: Read won voor Ivy en Bryans. Hailwood zakte naar de vierde plaats in het WK. In Tsjecho-Slowakije won Phil Read met slechts een banddikte van Bill Ivy, maar beiden hadden een minuut voorsprong op Mike Hailwood. Bryans werd vierde, maar omdat hij nog niet was uitgevallen stond hij op dat moment nog derde in het wereldkampioenschap. De Finse GP was erg nat, en de Yamaha's kregen problemen met een natte ontsteking. Read viel zelfs uit met een kapotte versnellingsbak. Hailwood won met grote voorsprong op Bill Ivy. Samen met Ivy had hij nu vier punten achterstand op Read. In de Ulster Grand Prix reed Hailwood een eenzame race nadat Read bij een uitrempoging gevallen was. Bryans werd tweede en Ivy derde. Hailwood nam de leiding in het WK over. De GP des Nations was erg spannend, zelfs nadat Hailwood door een olielekkage was uitgevallen, Read won voor Ivy en Bryans, maar ze finishten binnen een seconde. Read was met 50 punten de nieuwe WK-leider, Hailwood met 46 punten tweede. Hailwood wist in de Canadese Grand Prix de 250cc-race te winnen. Doordat Phil Read tweede werd stonden ze nu gelijk in het wereldkampioenschap waardoor de winnaar in de GP van Japan wereldkampioen zou worden. Geen van beiden won die race. Read viel in de vierde ronde uit en Hailwood in de vijfde. Nu kwam het op de interpretatie van het reglement aan. Telde men het aantal overwinningen, dan was Hailwood kampioen. Anderen dachten dat, als de zeven tellende resultaten geen uitsluitsel gaven (slechts zeven van de dertien resultaten telden) het achtste resultaat mee moest worden geteld. Dan was Read wereldkampioen. Maar het aantal overwinningen telde en daarmee ging de titel naar Hailwood.
Aan het begin van het seizoen 1968 stopte Honda met wegraces. Voor de coureurs die al een contract hadden was dat dubbel vervelend, want Honda hield hen eraan: ze mochten niet in het wereldkampioenschap starten, maar kregen wel hun fabrieksracers om in andere wedstrijden te rijden. Nu Honda weg was, was er voor Yamaha geen reden om nog een nieuwe racer te ontwikkelen. Het had zelfs al vastgesteld wie de nieuwe 250cc-wereldkampioen zou worden: Bill Ivy, geholpen door Phil Read. In ruil daarvoor zou Ivy in de 125cc-klasse Read ondersteunen. Bovendien maakte Yamaha bekend dat beide coureurs vanaf de helft van het seizoen hun eigen boontjes moesten doppen, want de Japanse monteurs zouden dan huiswaarts keren. In de Duitse Grand Prix viel Read al snel uit en Ivy won daar voor Ginger Molloy (Bultaco) en Kent Andersson (Yamaha TD 1 C-productieracer). In de Spaanse GP viel Ivy uit en Read won en in de Lightweight 250 TT viel Read weer uit en won Ivy. Die won de TT van Assen ook, maar Read kwam slechts 0,1 seconde later over de streep. De vraag rees of Read zich wel aan de afspraken zou houden. Read won de GP van België waar Ivy uitviel. Die won de GP van de DDR, maar opnieuw slechts 0,1 seconde voor Read. In de GP van Tsjecho-Slowakije was Ivy niet fit genoeg om Read bij te houden, maar Read had hem toch kunnen helpen, want derde man Heinz Rosner had een grote achterstand. Read pakte desondanks de winst. Tijdens de GP van Finland was de vriendschap tussen Ivy en Read voorbij. Read had de 125cc-titel binnen en besloot - tegen de afspraken in - ook voor de 250cc-titel te gaan. Ivy probeerde hem te volgen, maar viel daarbij. Yamaha reageerde furieus. Het zond Ivy onmiddellijk speciale onderdelen die Read niet kreeg. In de Ulster Grand Prix schakelde Ivy hem onbewust uit. Een door Ivy's achterband opgeworpen steen vernielde de radiateur van Read, die daardoor een vastloper kreeg. Ivy won de race. Al vóór de race in Monza werd wel officieel bekendgemaakt dat Japan niet door zou gaan. Phil Read won in Monza en Bill Ivy werd tweede. Daardoor stonden ze in punten gelijk op de eerste plaats van het kampioenschap. Ze hadden allebei ook vijf overwinningen en de stand moest worden bepaald door de racetijden van de wedstrijden waarin ze allebei gefinisht waren bij elkaar op te tellen. Dat waren de wedstrijden in Assen, de Sachsenring, Brno, en Monza. Ivy had die gereden in een totaaltijd van 3 uur, 17 minuten en 29,2 seconden, Read in 3 uur, 15 minuten en 22,9 seconden. Ivy kwam 2 minuten en 5,3 seconden te kort voor de wereldtitel. Yamaha was daar echter niet van gediend: Read had teamorders aan zijn laars gelapt door de titel van Ivy af te snoepen. Hij zou nooit meer steun krijgen van Yamaha. Read werd wereldkampioen, Ivy tweede en Molloy derde.

##### Puntentelling 1969-1987
|         | 1e | 2e | 3e | 4e | 5e | 6e | 7e | 8e | 9e | 10e |
| Punten: | 15 | 12 | 10 | 8  | 6  | 5  | 4  | 3  | 2  | 1   |

Aan het begin van het seizoen 1969 maakte Yamaha als laatste Japanse fabrikant bekend te zullen stoppen. Privérijders konden de TD 2-productieracer kopen. Zo bleef Benelli als enige fabrikant serieus bezig met de 250cc-klasse, met Kel Carruthers en Renzo Pasolini als rijders, hoewel ook het Spaanse Ossa met Santiago Herrero hoge ogen gooide. En Kent Andersson maakte met zijn technisch talent de Yamaha TD 2 snel genoeg om zich te mengen in de strijd om het kampioenschap. Tijdens de GP van Spanje viel Pasolini in zijn gevecht met Herrero, die won voor Andersson. Tijdens de trainingen voor de Duitse GP brak Pasolini een sleutelbeen. Herrero viel uit en Andersson pakte zijn eerste winst. Herrero won weer in de GP van Frankrijk, waar Andersson achter Rodney Gould (Yamaha) derde werd. Voor de Lightweight 250 cc TT huurde Benelli Kel Carruthers en Phil Read in als vervangers voor de geblesseerde Renzo Pasolini. Andersson reisde niet naar Man en Carruthers won de race voor Frank Perris (met een opgevoerde toermotorfiets, de Suzuki TR 250) en Herrero. Gould was ook snel in de Asser TT, seconden sneller zelfs in de trainingen, maar tijdens de race moest hij zijn bougies vervangen. De nog steeds niet echt fitte Pasolini won voor Carruthers (die bij Benelli mocht blijven nadat hij zijn seizoen was begonnen bij Aermacchi) en Herrero. Na een spannende strijd won Herrero de Belgische GP voor Gould en Carruthers. Andersson werd vierde en Pasolini viel uit. Halverwege het seizoen stond Herrero ruim aan de leiding van het WK, maar daarna viel hij vaker uit, mogelijk met de komst van de nieuwe watergekoelde Ossa. In de GP van de DDR werd hij zeer nipt verslagen door Pasolini. Die won ook de GP van Tsjecho-Slowakije voor Gould en Carruthers. Tijdens de Finse GP kregen de belangrijkste coureurs allemaal met pech te maken, behalve Kent Andersson, die ruim won voor Günter Bartusch (MZ) en Börje Jansson (Kawasaki-Yamaha). Pasolini blesseerde zijn schouder en was voor de rest van het seizoen uitgeschakeld. In de Ulster Grand Prix leidde Carruthers van start tot finish en nadat Herrero was gevallen stegen zijn kansen om toch nog wereldkampioen te worden.Tijdens de GP des Nations, waar Herrero slechts vijfde werd, had Carruthers de WK-leiding kunnen overnemen. Die kans werd hem ontnomen door Phil Read, die een Yamaha TD 2 had aangeschaft en hem met 0,3 seconden versloeg. Andersson werd derde. Met één punt voorsprong op zowel Kel Carruthers als Kent Andersson ging Santiago Herrero naar de GP van de Adriatische Zee. Herrero had nog last van een hand die hij in Ulster gebroken had, maar het slechte weer werkte in het voordeel van zijn lichte Ossa en hij nam dan ook de leiding in de race. Hij viel echter en er ontstond een gevecht tussen Carruthers en Andersson, tot die laatste een sliding maakte en dertig meter achterstand opliep. Carruthers won en zijn teamgenoot Gilberto Parlotti wist Andersson ook nog te kloppen. Kel Carruthers was wereldkampioen, Andersson tweede en Herrero derde.

#### Jaren zeventig
Vanaf de jaren zeventig was de tijd van de viercilinders én de viertaktmotoren voorbij. De FIM verbood met ingang van 1970 het gebruik van viercilinders, waardoor Benelli niet meer in de 250cc-klasse kon starten. Dat zette aanvankelijk de deuren wijd open voor de productieracers van Yamaha, tot Aermacchi deels werd overgenomen door Harley-Davidson en de Aermacchi 250 racer werd omgedoopt tot Harley-Davidson RR 250. Zo waren de fabrieksteams weer terug, later ook met Morbidelli en Kawasaki.
Ondanks het wegvallen van de fabrieksracers bleef Yamaha het WK domineren in het seizoen 1970. Officieel was iedereen privérijder, meestal met een TD 2-productieracer, maar Rodney Gould en Kent Andersson kregen wel wat extra steun van de fabriek. Kel Carruthers, die met Benelli alleen in de 350cc-klasse kon starten, reed in de 250 cc met een Yamaha TD 2, maar hij had enorm veel pech. Hij won vier keer, werd twee keer tweede en viel vijf keer uit. Santiago Herrero was met zijn eenvoudige eencilinder Ossa de enige die de Yamaha’s kon bedreigen. Hij ging zelfs als WK-leider naar de Lightweight 250 cc TT maar viel en overleed twee dagen later in het ziekenhuis. Rodney Gould won zes GP’s en werd al tijdens de voorlaatste race wereldkampioen.
In het seizoen 1971 reed Kel Carruthers voor Yamaha in de Verenigde Staten in een team met Don Vesco. Ze reden met 350cc-Yamaha TR 2 B's. Later zou Carruthers ook de jonge Kenny Roberts begeleiden, maar hij deelde zijn kennis van de Yamaha’s ook met Aermacchi, dat werkte aan de Aermacchi 250 tweetaktracer. Het seizoen begon goed voor MZ dat in de GP van Oostenrijk met Silvio Grassetti en Günter Bartusch de eerste twee plaatsen pakte, maar daarna was het toch Yamaha wat de klok sloeg. Kent Andersson en Rodney Gould kregen de speciale YZ 632-fabrieksracers, maar dat was helemaal niet nodig. Ze hadden moeite om de TD 2-productieracers voor te blijven. Phil Read’s Yamaha TD 2 was getuned door Helmut Fath en zijn hoofdmonteur was Ferry Brouwer. Read won dan ook drie GP’s op rij, terwijl Andersson en Gould grote problemen ondervonden. Read brak in de GP van Tsjecho-Slowakije een schouderblad en een sleutelbeen en pas tijdens de GP van Zweden won Gould zijn eerste race om vervolgens ook de GP van Finland te winnen. Daardoor benaderde hij Read tot op één punt. Tijdens de Ulster Grand Prix was Read nog niet helemaal fit, maar zijn machine ging stuk. Gould werd slechts zesde, maar nam de leiding in het WK wel over. In de GP van Spanje had Gould aan de vierde plaats genoeg om wereldkampioen te worden, maar toen hij uitviel had Read weer aan de vierde plaats genoeg. Read won echter en was de nieuwe wereldkampioen. Gould werd tweede en Jarno Saarinen derde.
Yamaha leverde officieel geen fabriekssteun in het seizoen 1972, maar via het dealernetwerk waren er wel degelijk semi-fabrieksracers beschikbaar en die gebruikten deels de Yamaha YZ 635 met waterkoeling. De bevoorrechte coureurs waren Jarno Saarinen, Kent Andersson, Rodney Gould, Chas Mortimer, Barry Sheene en Hideo Kanaya. Ze kregen vooral tegenstand van Renzo Pasolini met de nieuwe Aermacchi 250. Het gevolg was dat de Yamaha-coureurs geen teamverband kenden, ze reden voor hun eigen importeur en ze snoepten elkaar punten af. Pasolini had dat probleem niet. Vooral Saarinen kwam in het seizoen (althans in de 250cc-klasse) slechts moeizaam op gang. De eerste overwinningen gingen naar Hideo Kanaya, Phil Read, Börje Jansson, Renzo Pasolini en opnieuw Read, (die daarna 250cc-klasse verliet om in dienst te treden van MV Agusta). Saarinen won vervolgens overtuigend de GP van België, de GP van de DDR en de GP van Tsjecho-Slowakije, werd in de GP van Zweden tweede achter Rodney Gould en won zijn thuisrace, de GP van Finland. Daarmee stelde hij zijn wereldtitel veilig. Pasolini eindigde met de Aermacchi als tweede en Rodney Gould als derde.
In het seizoen 1973 verscheen de nieuwe, watergekoelde Yamaha TZ 250. Een officicieel Yamaha-fabrieksteam was er niet echt: Jarno Saarinen en Teuvo Länsivuori werden ingezet door de Finse importeur Arwidson, Dieter Braun door de Duitse importeur Mitsui en Hideo Kanaya door Yamaha Japan. Saarinen won de drie eerste GP’s soeverein, maar verloor net als Renzo Pasolini het leven bij een ernstig ongeval tijdens de GP des Nations op Monza. Na de dood van Santiago Herrero in 1970 en van Gilberto Parlotti in 1972 werd de TT van Man geboycot. Vervolgens won Dieter Braun vier GP’s en Teuvo Länsivuori een GP. Tijdens de voorlaatste race, de Finse Grand Prix, wist Braun dat hij aan de tweede plaats genoeg had voor de wereldtitel. Zo gebeurde het ook: Braun deed het rustig aan en Länsivuori won, maar Braun was wereldkampioen. Länsivuori eindigde als tweede en John Dodds, die in afwezigheid van Braun en Länsivuori de Spaanse GP had gewonnen, als derde.
In het seizoen 1974 was de Aermacchi 250 racer klaar, maar omdat Aermacchi voor 50% eigendom was van Harley-Davidson, kwam hij als Harley-Davidson RR 250 aan de start. Walter Villa won er meteen de eerste race, de GP van Oostenrijk mee (De Duitse GP werd door vrijwel alle buitenlandse coureurs geboycot). Ook de TT van Man werd geboycot en Villa won ook de TT van Assen. Kent Andersson (Yamaha) won de GP van België waar de Harley-Davidsons niet goed uit de verf kwamen. Michel Rougerie werd er vijfde mee en Walter Villa zesde. Villa werd achter Takazumi Katayama (Yamaha) tweede in de GP van Zweden, maar in de Finse GP werden Villa en Rougerie eerste en tweede. Opnieuw snoepten Yamaha-coureurs punten bij elkaar weg, terwijl de lijnen bij Aermacchi-Harley-Davidson duidelijk waren uitgezet. Yamaha probeerde het tij te keren door Katayama speciale onderdelen te sturen, zodat hij Villa tijdens de Tsjecho-Slowaakse Grand Prix van de wereldtitel kon afhouden, maar Katayama kon Villa met geen mogelijkheid bijbenen. Villa won en stelde zijn wereldtitel veilig. Dieter Braun eindigde als tweede en Patrick Pons (Yamaha) als derde.
In het seizoen 1975 waren de Harley-Davidsons van Walter Villa en Michel Rougerie (nu met waterkoeling) meestal de snelsten, maar daar kwam nog bij dat Yamaha geen fabriekssteun gaf en dat de Yamaha TZ 250's van Dieter Braun en Johnny Cecotto nogal wat betrouwbaarheidsproblemen kenden. Debutant Johnny Cecotto won de Grand Prix van Frankrijk, maar daarna won Harley-rijder Walter Villa vier races op rij (de algemeen geboycotte Isle of Man TT niet meegerekend). Villa viel in de GP van Finland en werd naar het ziekenhuis gebracht. Teamgenoot Michel Rougerie begreep door pitsignalen dat hij concurrent Cecotto van de overwinning af moest houden en dat deed hij ook. Rougerie won voor Cecotto en Walter Villa vernam in het ziekenhuis dat hij wereldkampioen was met nog twee GP’s te gaan. Wellicht had hij Rougerie de overwinning in de GP van Tsjecho-Slowakije wel gegund, maar die vraag kwam niet op omdat Villa’s machine niet wilde aanslaan. Rougerie won die race alsnog. Hij werd tweede in de eindstand, voor Dieter Braun.
Bij de Aermacchi-fabriek stonden bijna het hele seizoen 1976 250- en 350cc-Harley-Davidson machines met roterende inlaten klaar om ingezet te worden, maar ze waren niet nodig. De zuigergestuurde tweecilinders waren met Walter Villa aan boord snel genoeg om zelfs de regelmatig voorkomende slechte starts van Walter goed te maken. Yamaha had nu geen fabrieksteam meer. Villa won alle GP’s, behalve die waarin hij uitviel (de GP van Joegoslavië en de GP van Zweden), de Isle of Man TT die algemeen geboycot werd en de GP van Spanje, toen hij al wereldkampioen was en zijn teamgenoot Gianfranco Bonera mocht winnen. Takazumi Katayama (Yamaha) eindigde als tweede in het WK, voor Bonera. Villa vroeg aan het einde van het seizoen, toen hij vier wereldtitels had binnengehaald, wel een contract. Hij was gewoon in loondienst bij Aermacchi.
Ondanks een goede openingsrace in het seizoen 1977 ging het aanvankelijk erg slecht met het team van Harley-Davidson. Nadat er frames van Nico Bakker werden gemonteerd ging het beter, maar halverwege het seizoen stond Franco Uncini op de vijfde plaats met 25 punten en Walter Villa op de negende plaats met 15 punten, terwijl Mario Lega met zijn Morbidelli al 43 punten had gescoord. De Yamaha TZ 250's liepen erg vaak vast, mogelijk omdat ze te veel toeren moesten maken om het gemis aan roterende inlaten te compenseren. Alan North was daar misschien wel het vaakst slachtoffer van, maar alle Yamaha-coureurs kregen met het probleem te maken. De nieuwe Kawasaki KR 250's waren de snelste machines van het veld, maar trilden kapot. Toen dit probleem was opgelost was het seizoen al verloren. Lega werd door goed en constant te presteren met slechts één overwinning wereldkampioen nadat hij door Morbidelli was aangetrokken als vervanger voor de geblesseerde Paolo Pileri. Uncini eindigde als tweede en Villa als derde.
In het seizoen 1978 had Kawasaki de betrouwbaarheidsproblemen van de KR 250 en de KR 350 opgelost. Het huurde Mick Grant en de Zuid-Afrikaan Hugh (“Kork”) Ballington in, maar ook Toni Mang kreeg via de Duitse importeur fabrieksmachines. Gregg Hansford, zelf Kawasaki-dealer in Australië, kreeg de machines uit 1977.
In de GP van Venezuela kwam Kawasaki nog niet goed uit de verf: hier won Kenny Roberts, die zich later in het seizoen meer zou gaan richten op de 350- en 500cc-klassen. Vervolgens won Hansford twee GP’s op rij, maar Ballington won de GP des Nations waar hij gelijk met Hansford over de streep kwam. Ballington en Hansford werden achter Roberts tweede en derde in de TT van Assen. In de GP van België werd Ballington slechts vijfde, maar Hansford viel uit, waardoor Ballington de WK-leiding overnam. Die behield hij toen hij achter Hansford tweede werd in de GP van Zweden. Ballington won de Finse GP. Tijdens de Britse Grand Prix werd Ballington al 350cc-wereldkampioen, maar hij viel uit in de 250cc-race. Hansford kwam ten val dus voor Ballington bleef de schade beperkt. Hij won ook de volgende twee GP’s en was bijna zeker van de 250cc-titel. Hansford mocht de laatste race gerust winnen, want Ballington werd daar derde, ruim voldoende om wereldkampioen te worden voor Hansford en Patrick Fernandez (Yamaha).
In het seizoen 1979 was Kork Ballington bijna niet af te stoppen. Hij won drie races op rij, maar zijn zegereeks werd onderbroken toen Morbidelli de machine van Graziano Rossi eindelijk doorontwikkeld had. Nu won Rossi weer drie races, maar zijn wilde rijstijl en nieuwe technische problemen zorgden dat hij uiteindelijk toch slechts derde in het wereldkampioenschap zou worden, nog achter Ballington's teamgenoot Gregg Hansford.

#### Jaren tachtig

##### 250cc-klasse wordt “Keizerklasse”
| Toni Mang (gefotografeerd in 2008), wereldkampioen in 1980, 1981 en 1987 |
| Jean-Louis Tournadre, wereldkampioen in 1982                             |
| Carlos Lavado (gefotografeerd in 2016), wereldkampioen in 1983 en 1986   |
| Christian Sarron (gefotografeerd in 1978), wereldkampioen in 1984        |
| Freddie Spencer, wereldkampioen in 1985                                  |
| Sito Pons, wereldkampioen in 1988                                        |

In de jaren tachtig waren het uitsluitend nog Japanse merken die de wereldtitels binnensleepten, eerst nog Kawasaki, later ook Yamaha en Honda. De spannende races leverden de 250cc-klasse halverwege de jaren tachtig de eretitel “Keizerklasse” op, als overtreffende trap van de 500cc-klasse, de “Koningsklasse”. Freddie Spencer werd de enige coureur die in één seizoen zowel de 250- als de 500cc-titel won.
Voor het seizoen 1980 zette Mike Krauser een groot raceteam op voor de zijspanklasse. Toni Mang had 250- en 350cc-Kawasaki racers, maar had onenigheid gekregen met Kawasaki en bracht zijn machines onder Krauser’s naam naar de GP’s. Men verwachtte een tweestrijd tussen Mang en Kork Ballington. Die kwam er aanvankelijk ook: in de eerste vier GP’s wisselden de beiden de overwinningen af, maar Ballington miste een aantal GP’s omdat hij een darmoperatie moest ondergaan. Toen hij bij de Finse GP weer hersteld was won hij weliswaar, maar toen had Mang aan zijn tweede plaats genoeg om de wereldtitel veilig te stellen. Ballington verdrong wel Thierry Espié (Bimota-Yamaha) van de tweede plaats. De laatste drie Grands Prix brachten alleen een verandering voor de derde plaats, die uiteindelijk ook naar Kawasaki ging met Jean-François Baldé.
In de eerste helft van het seizoen 1981 was Toni Mang (Kawasaki) bijna niet te kloppen, maar halverwege ging Carlos Lavado (Venemotos-Yamaha) steeds beter presteren. Dat eindigde toen hij tijdens de GP van San Marino een onderbeen brak. Vanaf dat moment was er nog maar één concurrent voor Mang en dat was zijn eigen Kawasaki-teamgenoot Jean-François Baldé, die hem echter nooit kon bedreigen. Dat was - volgens Mang - grotendeels te wijten aan Sepp Schlögl, die zijn Kawasaki niet alleen snel, maar ook erg betrouwbaar had gemaakt. Mang viel geen enkele keer uit. Roland Freymond werd een van de smaakmakers in deze klasse. Zijn Ad Maiora was in het begin van het seizoen echter niet betrouwbaar en in de tweede helft gewoon te traag. Hij eindigde achter Mang en Baldé als derde in het WK.
Het seizoen 1982 begon met een rijdersstaking in Nogaro, die achteraf bepalend bleek te zijn voor de wereldtitel. Vooral Franse rijders braken de staking omdat ze hun supporters niet teleur wilden stellen. Jean-François Baldé was de gebeten hond, wat hij was weliswaar privérijder, maar had ook steun van de Franse Kawasaki-importeur en de oliemaatschappij Motul. Baldé wilde wel starten, maar niet winnen en liet Jean-Louis Tournadre voorgaan. Op Tournadre kon niemand kwaad worden: een echte privérijder met een Yamaha TZ 250 J zonder sponsoring en met zijn eigen vader als monteur. Geldgebrek was ook de reden dat Tournadre de rest van het seizoen zo behoudend reed: hij hing meestal rond in de buurt van de kopgroep en plaatste pas op het laatste moment een aanval op een podiumplaats. Zo scoorde hij nog een aantal tweede en derde plaatsen, maar hij won geen enkele race meer. Dat resulteerde in een spannende laatste race in de Duitse Grand Prix, waar hij de sympathie en de steun van een aantal landgenoten kreeg: Christian Estrosi en Patrick Fernandez verhinderden dat Manfred Herweh Tournadre kon aanvallen. Tournadre werd vierde, net genoeg om wereldkampioen te worden. Het Duitse publiek kon het niet waarderen, maar verliezer Toni Mang was de eerste die Tournadre een fles champagne aanbood. Mang, nog steeds op Kawasaki, eindigde als tweede en Roland Freymond, nu op een MBA, als derde.
Yamaha had in het seizoen 1984 geen 250cc-fabrieksteam meer, maar de Yamaha TZ 250-productieracers waren - zeker met een goede tuner en Hummelcilinders - nog steeds sterke wapens. Toch werden de machines met Rotax-motoren van Real en Cobas steeds sterker en Manfred Herweh kon met zijn Real-Rotax met Bakker-frame goed tegenstand bieden aan Christian Sarron met de Yamaha van de Franse importeur Sonauto. Ook de teams die zelf veel ontwikkelden, zoals Parisienne, Chevallier en Pernod presteerden goed als ze niet geplaagd werden door betrouwbaarheidsproblemen. Een winnaar voorspellen was onmogelijk omdat rijders en motoren zo dicht bij elkaar lagen. Het leverde de 250cc-klasse de eretitel "Keizerklasse" op, een verwijzing naar de "Koningsklasse" (de 500cc-klasse). De eerste vier GP’s kenden vier winnaars: Patrick Fernandez (Yamaha) (die verder nauwelijks meer zou scoren), Fausto Ricci (Yamaha) (voor wie hetzelfde gold), Sito Pons (Cobas-Rotax) (werd zonder verdere overwinningen vierde in het WK), en Christian Sarron (Sonauto-Yamaha), die ook de vijfde en de tiende Grand Prix won en wereldkampioen werd met zijn Sonauto-Yamaha.Overige winnaars waren Toni Mang (een keer), Carlos Lavado (Venemotos-Yamaha) (een keer) en Manfred Herweh (Bakker-Real-Rotax), die tegen het einde van het seizoen liefst vijf GP’s won. In de voorlaatste race, de Zweedse Grand Prix, hoefde Sarron slechts zevende te worden voor de wereldtitel, maar hij finishte als tweede achter Herweh. Die werd tweede in het WK, voor Carlos Lavado.
Honda-coureur Freddie Spencer was in 1983 al wereldkampioen in de 500cc-klasse geworden en in het seizoen 1985 wilde hij een aanval doen op de titels in de 500- en de 250cc-klasse. Honda Racing Corporation bouwde speciaal voor hem de Honda RS 250 R-W. Toni Mang en Fausto Ricci hadden ook Honda-fabrieksracers, maar die weken af van de machine van Spencer. Freddie werd in dit seizoen slechts één keer echt verslagen. Dat was tijdens de Duitse GP toen Martin Wimmer (Mitsui-Yamaha) hem klopte. In de Britse GP werd Spencer vierde, maar daar hoefde hij geen risico's te nemen, want dat was voldoende voor de wereldtitel. Na deze natte race moest hij ten slotte ook nog in de 500cc-klasse starten. Tegen het einde van het seizoen kreeg Carlos Lavado in twee races de beschikking over de nieuwe Yamaha YZR 250, net als de Honda een V-twin. Na Parisienne in 1984 kwam er nu veel meer tabakssponsoring. Honda werd gesponsord door Rothmans en Marlboro. Toni Mang (Marlboro-HRC-Honda) sloot het seizoen als tweede af en Carlos Lavado (Venemotos-Yamaha) als derde.
Martin Wimmer en Tadahiko Taira (beiden Marlboro-Agostini-Yamaha) hadden het hele seizoen 1986 moeite met het starten van hun fabrieks-Yamaha YZR 250, maar Carlos Lavado (HB-Venemotos-Yamaha) had daar nauwelijks last van. Hij was oppermachtig maar soms ook slordig. Tot drie keer toe viel hij in leidende positie, maar als dat niet gebeurde won hij ook bijna altijd. De verwachte tegenstand van Toni Mang, die de plaats van Freddie Spencer had ingenomen bij Rothmans-HRC-Honda bleef uit, maar Sito Pons (Campsa-HRC-Honda) wist vooral door constant goed te presteren tweede in de eindstand te worden. Lavado werd wereldkampioen voor Sito Pons en Dominique Sarron (Rothmans-HRC-Honda), maar door de slechte prestaties van Wimmer en Taira ging de constructeurstitel naar Honda.
Een belangrijkde reglementswijziging in het seizoen 1987 was het vervangen van de duwstart door een koppelingsstart. Daardoor konden geblesseerde rijders makkelijker starten, maar ook de motorfietsen die moeilijk aansloegen. Nadat Giacomo Agostini al zijn eigen team had opgezet, verscheen ook Ángel Nieto met een eigen team: Nieto-Ducados-HRC-Honda, met Carlos Cardús als coureur. Het seizoen begon met een nogal rommelige Japanse Grand Prix, met veel wildcardrijders met fabrieksmateriaal, die het Suzuka-circuit goed kenden. Maar ook met wisselende weersomstandigheden die de bandenkeuze bemoeilijkten. Sommigen startten op slicks, anderen op intermediates. Masaru Kobayashi (HRC-Honda) startte op opgesneden slicks, maar wist dat het harder zou gaan regenen en bouwde daarom een grote voorsprong op. Daardoor won hij bij zijn WK-debuut. Martin Wimmer (Agostini-Marlboro-Yamaha) won de GP van Spanje, waar Toni Mang (Rothmans-HRC-Honda Deutschland) wel snel was, maar ten val kwam. Mang won vervolgens drie races op rij, waardoor hij Reinhold Roth (HB-Römer-HRC-Honda) in het klassement passeerde. Carlos Lavado (HB-Venemotos-Yamaha) won de GP van Joegoslavië, maar Roth werd vierde waardoor hij de leiding weer overnam. Mang klopte Roth in de TT van Assen, waardoor ze met 67 punten samen aan de leiding van het WK stonden, maar in de Franse GP viel Mang opnieuw, terwijl Roth won. Door de Britse GP te winnen kroop Mang weer wat dichterbij. In de GP van Zweden viel Roth door een schakelfout, Mang won en stond nu weer aan de leiding van het WK. Toen Mang de Grand Prix van Tsjecho-Slowakije won en Roth slechts tiende werd, was het puntenverschil al 23. Loris Reggiani (Aprilia-Rotax) won de GP van San Marino, waar Mang en Roth beiden slecht presteerden met een zesde en een negende plaats. Mang kon wereldkampioen worden tijdens de Portugese Grand Prix als hij won en Roth niet verder kwam dan de derde plaats. Mang won inderdaad en Roth, die nog steeds last had van een sleutelbeenbreuk, werd slechts zevende. Aan het einde van het seizoen moest Roth zijn tweede plaats bijna delen met Sito Pons (Campsa-HRC-Honda): beiden hadden 108 punten, een GP gewonnen en waren twee maal tweede geworden. De derde plaatsen beslisten: vier voor Roth en twee voor Pons.

##### Puntentelling 1988-1992
|         | 1e | 2e | 3e | 4e | 5e | 6e | 7e | 8e | 9e | 10e | 11e | 12e | 13e | 14e | 15e |
| Punten: | 20 | 17 | 15 | 13 | 11 | 10 | 9  | 8  | 7  | 6   | 5   | 4   | 3   | 2   | 1   |

Het seizoen 1988 gaf een wisseling van de wacht te zien, vooral nadat Toni Mang tijdens de GP van Joegoslavië een sleutelbeen brak toen hij er toch al niet al te goed voorstond. Hij beëindigde zijn carrière. Mang had weliswaar de Japanse GP gewonnen, maar daarna niet vaak op het podium gestaan. Het seizoen was bijzonder spannend: de eerste zeven GP’s kenden zeven winnaars. De GP van de Verenigde Staten, die sinds het seizoen 1965 niet meer op de kalender had gestaan, werd gewonnen door de Amerikaan Jim Filice (HRC-Honda), die vijf jaar niet meer op een 250cc-machine had gereden. Vervolgens wonnen Sito Pons (Campsa-HRC-Honda), Joan Garriga (Nieto-Ducados-Yamaha), Dominique Sarron (Rothmans-HRC-Honda), Luca Cadalora (Agostini-Marlboro-Yamaha) en Jaques Cornu (Parisienne-HRC-Honda). Het werd vooral spannend tussen Pons en Garriga, die de WK-stand aanvoerden en qua punten dicht bij elkaar bleven. Na de voorlaatse race, de GP van Tsjecho-Slowakije, stond Pons slechts zes punten voor, maar tijdens de GP van Brazilië viel Garriga al in de eerste bocht, en daarmee was de wereldtitel voor Pons. Cornu eindigde achter Garriga als derde in het WK.
De Amerikaan John Kocinski bleek in het seizoen 1989 een aanwinst voor de 250cc-klasse, maar door geldgebrek kon teambaas Kenny Roberts hem eigenlijk alleen races in de Verenigde Staten laten rijden. Hij startte in de GP van Japan en de GP van de Verenigde Staten en won ze allebei. De 250cc-klasse maakte haar naam als “Keizerklasse” nog steeds waar: er waren spannende races en het seizoen kende zes verschillende winnaars. Desondanks was Sito Pons (Campsa-JJ Cobas-HRC-Honda) de overtuigende winnaar. Al na twaalf van de vijftien GP’s mocht hij zich opnieuw wereldkampioen noemen. Reinhold Roth (HB-Römer-HRC-Honda en HB-Shoei-HRC-Honda) had een goed seizoen en eindigde als tweede, voor Jacques Cornu (Lucky Strike-ELF-HRC-Honda).

#### Jaren negentig

##### De strijd tussen Italië en Japan
De jaren negentig zagen de terugkeer van Europese motorfietsen, met name Aprilia, maar andersom ook een opkomst van Japanse coureurs, van wie Tetsuya Harada in 1993 zelfs wereldkampioen werd.
Vanzelfsprekend mocht John Kocinski in het seizoen 1990 van teambaas Kenny Roberts het hele seizoen rijden. Met sponsoring van Marlboro waren er geen financiële obstakels meer. In de GP van Japan trainde hij poleposition, maar hij finishte als negentiende, terwijl Luca Cadalora (Agostini-Marlboro-Yamaha) won. Maar zijn thuisrace won Kocinski wel. Cadalora werd daar tweede. Kocinsky won ook de Spaanse GP voor Cadalora. Bij de GP der Naties won Kocinski opnieuw, maar Cadalora viel uit. De Duitse GP werd gewonnen door Wilco Zeelenberg (Sharp-Samson-Honda). Carlos Cardús (Repsol-Honda) werd tweede en Kocinski derde. Cadalora won de GP van Oostenrijk, waar Kocinski derde werd terwijl Cardús uitviel. Vanaf de GP van Joegoslavië, die Cardús won en waarin Kocinsky tweede werd, ging de strijd steeds vaker tussen deze twee. Cardús won nog drie GP’s, Kocinsky vier en hij mocht zich wereldkampioen noemen, voor Cardús en Cadalora.
In het seizoen 1991 promoveerde John Kocinski naar het 500cc-team van Kenny Roberts. Luca Cadalora stapte over naar het Rothmans-Honda-team van Erv Kanemoto. In het begin van het seizoen was hij oppermachtig: hij won de eerste drie GP’s. Daarna kreeg hij meer tegenstand van Helmut Bradl, die voor HB-Honda-Deutschland reed. Die won de Spaanse Grand Prix, Cadalora vervolgens de Grand Prix van Italië en daarna won Bradl weer twee keer. Tijdens de TT van Assen kwam er eindelijk een andere winnaar: Pierfrancesco Chili (Iberna-Valesi Racing Aprilia). Vervolgens won Loris Reggiani (Aprilia Unlimited Jeans-Aprilia) de GP van Frankrijk. Daarna won Bradl nog twee races en Cadalora drie. Daarmee was Cadalora wereldkampioen, voor Bradl en Carlos Cardús (Repsol-Honda-Cardús).
In het seizoen 1992 reed Helmut Bradl niet meer zo sterk; de tegenstand voor Luca Cadalora (Rothmans-HRC-Honda) kwam nu van Loris Reggiani op zijn Aprilia. Maar Cadalora won desondanks zeven van de dertien GP’s. Reggiani won er slechts twee, minder nog dan Pierfrancesco Chili (Telkor-Valesi Racing-Aprilia) die er drie won. De laatste race werd gewonnen door Max Biaggi (Telkor-Valesi Racing-Aprilia). Aprilia werd sterker, maar haar coureurs snoepten elkaar veel overwinningen af. Daardoor werd Cadalora met een flink puntenverschil wereldkampioen voor Reggiani en Chili.

##### Puntentelling 1993-2009
|        | 1e | 2e | 3e | 4e | 5e | 6e | 7e | 8e | 9e | 10e | 11e | 12e | 13e | 14e | 15e |
| Punten | 25 | 20 | 16 | 13 | 11 | 10 | 9  | 8  | 7  | 6   | 5   | 4   | 3   | 2   | 1   |

In het seizoen 1993 promoveerde Luca Cadalora naar de 500cc-klasse. De Japanner Tetsuya Harada had in het WK alleen enkele malen deelgenomen in Japan, maar hij werd ingehuurd door Telkor-Valesi-Yamaha. Harada won meteen de eerste Grand Prix. Een andere japanner, Nobuatsu Aoki (Cup Noodle Kanemoto-Honda) won de tweede. Vervolgens won Harada twee Grands Prix maar Doriano Romboni (HB Racing Italia-Honda) won de GP van Oostenrijk en de GP van Duitsland. Harada won pas de laatste Grand Prix weer, tussendoor werden er overwinningen behaald door Loris Capirossi (Marlboro Team Pileri-Honda), Max Biaggi (Kanemoto-Rothmans-Honda), Jean-Philippe Ruggia (Tech 3-Chesterfield-Aprilia) en Loris Reggiani (Tech 3-Chesterfield-Aprilia). Harada werd wereldkampioen, maar hij had slechts drie punten meer dan Capirossi. Loris Reggiani eindigde als derde.
In het seizoen 1994 won Max Biaggi (Tech 3-Chesterfield-Aprilia) vijf van de veertien Grands Prix en als hij uitreed stond hij bijna altijd op het podium. Hij viel ook drie keer uit. Loris Capirossi (Marlboro-Yamaha) won vier GP’s, maar viel vier keer uit. De overige races werden gewonnen door Jean-Philippe Ruggia (Tech 3-Chesterfield-Aprilia), Doriano Romboni (HB Honda Italia) en Ralf Waldmann (HB-Honda Deutschland). Tadayuki Okada (HRC-Honda) won slechts één Grand Prix, maar haalde altijd de finish. Daardoor eindigde hij achter Biaggi als tweede in het wereldkampioenschap, voor Loris Capirossi.
Hoewel Ralf Waldmann (HB-Honda Deutschland) de eerste Grand Prix van het seizoen 1995 won, was Max Biaggi (Tech 3-Chesterfield-Aprilia) niet te stuiten. Hij won liefst acht van de dertien races en was drie races voor het einde al wereldkampioen. Waldmann won nog twee keer en de overige winnaars waren Tetsuya Harada (een keer) en Doriano Romboni (een keer). Biaggi werd dus opnieuw wereldkampioen, Harada werd tweede en Waldmann derde.
In het seizoen 1996 won Max Biaggi (Tech 3-Chesterfield-Aprilia) zelfs negen wedstrijden, maar hij viel drie keer uit. Daardoor kon Ralf Waldmann, die slechts drie wedstrijden won maar nooit uitviel, hem in het WK toch goed volgen. Maar Biaggi werd met 274 punten wereldkampioen, Waldmann met 268 punten tweede en Olivier Jacque (Tech 3-Chesterfield-Aprilia), die één GP won met 193 punten derde.
In het 1997 was het weer Ralf Waldmann (Marlboro-Honda) die Max Biaggi (Kanemoto-Marlboro-Honda) het hele seizoen op de hielen zat. En opnieuw kwam dat omdat Biaggi vaker uitviel dan Waldmann en tijdens de TT van Assen zelfs gediskwalificeerd werd. Hij won slechts vijf wedstrijden, Waldmann vier. Maar Waldmann haalde altijd de finish. Daardoor won Biaggi zijn werelditel pas in de laatste race, met twee punten voorsprong op Waldmann. Tetsuya Harada (Aprilia Racing) werd derde.
In het seizoen 1998 promoveerden zowel Max Biaggi als Ralf Waldmann naar de 500cc-klasse. Valentino Rossi kwam met Nastro Azzurro-Aprilia naar de 250cc-klasse. Hij won in het tweede deel van het seizoen vijf Grands Prix, maar in het eerste deel viel hij erg vaak uit. Loris Capirossi (Aprilia Racing) won maar twee keer, maar haalde slechts één keer de finish niet. Capirossi werd wereldkampioen, Rossi tweede en (Aprilia Racing) werd derde.
In het seizoen 1999 maakte Valentino Rossi (Nastro Azzurro-Aprilia) een matige seizoensstart mee, maar vanaf de derde GP begon hij te grossieren in overwinningen. Hij won negen van de zestien GP’s. Tohru Ukawa (Shell Advance-Honda) won er twee, Loris Capirossi (ELF-Honda) won er drie en Shinya Nakano (Tech 3-Chesterfield-Yamaha) en Olivier Jacque (Tech 3-Chesterfield-Yamaha) wonnen er beiden een. Rossi werd met overmacht wereldkampioen. Hij had 309 punten, Ukawa 261 en Capirossi 209.

#### Jaren nul
| Marco Melandri, wereldkampioen in 2002        |
| Dani Pedrosa, wereldkampioen in 2004 en 2005  |
| Jorge Lorenzo, wereldkampioen in 2006 en 2007 |
| Marco Simoncelli, wereldkampioen in 2008      |

De jaren nul waren het laatste decennium voor de 250cc-klasse. De strijd tussen de Japanse en Italiaanse merken bleef ongeveer gelijk aan die in de jaren negentig, maar bracht wel een toekomstige MotoGP-wereldkampioen voort: Jorge Lorenzo.
Het seizoen 2000 was voor het Tech 3-Yamaha-team met Olivier Jacque en Shinya Nakano, maar ook andere Japanse rijders als Daijiro Kato (Team Kotake-Honda) en Tohru Ukawa (Shell Advance-Honda) deden het goed. Nakano won de eerste twee GP’s, maar in de GP van Japan was het hele podium Japans met Kato, Ukawa en Nakano. Tijdens de Italiaanse GP werden de Tech 3-teamgenoten eerste (Nakano) en tweede (Jacque). Nakano nam de leiding in het WK over van Kato. In de Catalaanse Grand Prix won Jacque zijn eerste race van het seizoen, maar Nakano bleef eerste met Kato en Jacque op gedeelde tweede plaats. Na zijn tweede plaats in de TT van Assen stond Jacque nu alleen op de tweede plaats en na nog een tweede plaats in de Britse GP nam hij de leiding over van Nakano. Jacque won hierna nog twee GP’s, net als Nakano, maar aan het einde werd Jacque wereldkampioen met 279 punten, Nakano tweede met 272 punten en Kato derde met 259 punten. Ralf Waldmann (Beck’s-Aprilia Deutschland) won twee GP’s maar zijn overige resultaten vielen tegen. Hij eindigde slechts als zevende in het WK. Marco Melandri (Aprilia Racing) was de beste Aprilia-rijder op de vijfde plaats in de eindstand.
Tech 3 stapte in het seizoen 2001 over naar de 500cc-klasse. Daijiro Kato Gresini Racing-Telefónica-Movistar-Honda profiteerde optimaal. In een seizoen dat overwegend Japanse winnaars kende (Tetsuya Harada won twee keer) won Kato elf van de zestien GP’s. Hij werd overtuigend wereldkampioen met 322 punten, Harada (MS Aprilia Racing werd tweede met 273 punten en Marco Melandri, die één GP won, werd derde met 194 punten.
Nadat Tetsuya Harada en Daijiro Kato in het seizoen 2002 naar de 500cc-klasse vertrokken, kreeg de 250cc-klasse een nieuwe wereldkampioen. Uit de top zes van 2001 bleven alleen Marco Melandri (MS Aprilia Racing), Roberto Rolfo (Fortuna-Honda-Gresini) en Fonsi Nieto (Telefónica-Movistar Repsol YPF-Aprilia) over. De natte Japanse Grand Prix werd nog gewonnen door de Yamaha-wildcardrijder Osamu Miyazaki en Nieto won de GP van Spanje en de Franse GP, maar daarna begon Melandri veel overwinningen te scoren: zes op rij en daarna nog twee. Nieto won er ook nog twee, maar dat was niet genoeg. In de voorlaatste Grand Prix stelde Melandri zijn wereldtitel veilig. Op dat moment was hij de jongste wereldkampioen ooit. Nieto werd tweede in het kampioenschap en Rolfo zonder overwinningen derde.
Manuel Poggiali, in 2001 nog wereldkampioen in de 125cc-klasse, kwam in het seizoen 2003 met MS Aprilia Racing als rookie naar de 250cc-klasse. Hij won de eerste twee GP’s, waarna Toni Elías (Repsol-Telefónica-Movistar-Aprilia) er ook twee won. In de loop van het seizoen won Poggiali nog twee GP’s, Elías drie. De overige overwinningen gingen naar Randy de Puniet (Safilo Oxydo-LCR-Aprilia, drie), Fonsi Nieto (Repsol-Telefónica-Movistar-Aprilia, één) en Anthony West (Team Zoppini Abruzzo-Aprilia, één). Poggiali werd met 249 punten wereldkampioen, Elías met 235 punten tweede en de Puniet met 226 punten derde.
Dani Pedrosa (Telefónica-Movistar-Honda) debuteerde in het seizoen 2004 met een overwinning in de GP van Zuid-Afrika. Daarna won hij nog zes GP’s. Sebastián Porto (Team Minimoto Portomaggiore-Honda) won er vijf, maar viel ook twee keer uit. De overige winnaars waren Randy de Puniet (Safilo Carrera-LCR-Aprilia, één keer), Toni Elías (Fortuna-Honda, één keer), Roberto Rolfo (Fortuna-Honda, één keer) en Manuel Poggiali (MS Aprilia Team, één keer). Rookie Pedrosa werd wereldkampioen, Porto werd tweede en de Puniet derde.
In het seizoen 2005 scoorde Dani Pedrosa (Telefónica-Movistar-Honda) zelfs acht overwinningen. Casey Stoner (Carrera Sunglasses-LCR-Aprilia) won vijf keer, Hiroshi Aoyama (Team Harc Pro-Honda), Sebastián Porto (Abruzzo Racing Team-Aprilia) en Randy de Puniet (Aprilia Aspar 250 cc) wonnen allemaal één keer. Pedrosa werd met een flinke voorsprong wereldkampioen, Stoner werd tweede en Andrea Dovizioso (Team Scot-Honda) werd zonder overwinning derde.
Dani Pedrosa ging in het 2006 naar de MotoGP. Nu won Jorge Lorenzo (Fortuna-Aprilia) acht races. Andrea Dovizioso (Humangest Racing Team-Honda) en Yuki Takahashi (Burning Blood-Honda) wonnen twee keer, Alex de Angelis (Master-MVA Aspar Team-Aprilia) won één keer, net als Hiroshi Aoyama (Red Bull-KTM) en Héctor Barberá (Fortuna-Aprilia). Lorenzo werd wereldkampioen voor Dovizioso en de Angelis.
Aan het einde van het seizoen 2007 was de eindstand in het WK gelijk aan die van 2006, met dien verstande dat Jorge Lorenzo nu negen races won, Andrea Dovizioso twee en Alex de Angelis geen enkele. Álvaro Bautista (Master-MVA Aspar Team-Aprilia) won ook twee races, net als Hiroshi Aoyama en Mika Kallio (beiden Red Bull-KTM).
Rookie Mattia Pasini (Polans World-Aprilia) opende het seizoen 2008 sterk, met een overwinning in de eerste race, de GP van Qatar. Vervolgens stond hij nog drie keer op het podium, maar daarna viel hij sterk terug. Marco Simoncelli (Metis-Gilera) begon juist slecht aan het seizoen, maar scoorde zes overwinningen in de verdere verloop ervan. Álvaro Bautista (MAPFRE-Aspar Team-Aprilia) won vier keer, Mika Kallio (Red Bull-KTM) won er drie en Alex Debón (Lotus-Aprilia) won er twee. Simoncelli werd wereldkampioen, Bautista tweede en Kallio derde. Pasini, die zo goed was begonnen, eindigde slechts op de achtste plaats.
Het seizoen 2009 was het laatste voor de 250cc-klasse. Héctor Barberá (Pepe World Team-Aprilia) won de eerste race, maar pas tegen het einde van het seizoen won hij nog twee keer. Marco Simoncelli (Metis-Gilera) won zelfs zes races, maar dat was nog niet genoeg om Hiroshi Aoyama (Scot Racing Team-Honda) in de eindstand te verslaan. Aoyama won slechts vier races, maar presteerde constant en viel nooit uit. Hij werd de laatste 250cc-wereldkampioen, voor Barberá en Simoncelli.
Na het seizoen 2009 werd de 250cc-klasse vervangen door de Moto2. In die klasse werd gereden met 600cc-motoren van Honda in verschillende frames.

### Wereldkampioenen
|  | Kampioen won in dat seizoen ook de wereldtitel 500 cc |
|  | Kampioen won in dat seizoen ook de wereldtitel 350 cc |
|  | Kampioen won in dat seizoen ook de wereldtitel 125 cc |

| Seizoen | Coureur              | Merk                                  | Constructeurstitel |
| ------- | -------------------- | ------------------------------------- | ------------------ |
| 1949    | Bruno Ruffo          | Moto Guzzi                            | Moto Guzzi         |
| 1950    | Dario Ambrosini      | Benelli                               | Benelli            |
| 1951    | Bruno Ruffo          | Moto Guzzi                            | Moto Guzzi         |
| 1952    | Dario Ambrosini      | Moto Guzzi                            | Moto Guzzi         |
| 1953    | Werner Haas          | NSU                                   | NSU                |
| 1954    | Werner Haas          | NSU                                   | NSU                |
| 1955    | Hermann Paul Müller  | NSU                                   | NSU                |
| 1956    | Carlo Ubbiali        | MV Agusta                             | MV Agusta          |
| 1957    | Cecil Sandford       | Mondial                               | Mondial            |
| 1958    | Tarquinio Provini    | MV Agusta                             | MV Agusta          |
| 1959    | Carlo Ubbiali        | MV Agusta                             | MV Agusta          |
| 1960    | Carlo Ubbiali        | MV Agusta                             | MV Agusta          |
| 1961    | Mike Hailwood        | Mondia/ Honda                         | Honda              |
| 1962    | Jim Redman           | Honda                                 | Honda              |
| 1963    | Jim Redman           | Honda                                 | Honda              |
| 1964    | Phil Read            | Yamaha                                | Yamaha             |
| 1965    | Phil Read            | Yamaha                                | Yamaha             |
| 1966    | Mike Hailwood        | Honda                                 | Honda              |
| 1967    | Mike Hailwood        | Honda                                 | Honda              |
| 1968    | Phil Read            | Yamaha                                | Yamaha             |
| 1969    | Kel Carruthers       | Benelli                               | Benelli            |
| 1970    | Rodney Gould         | Yamaha                                | Yamaha             |
| 1971    | Phil Read            | Yamaha                                | Yamaha             |
| 1972    | Jarno Saarinen       | Yamaha                                | Yamaha             |
| 1973    | Dieter Braun         | Mitsui-Yamaha                         | Yamaha             |
| 1974    | Walter Villa         | Harley-Davidson                       | Yamaha             |
| 1975    | Walter Villa         | Harley-Davidson                       | Harley-Davidson    |
| 1976    | Walter Villa         | Harley-Davidson                       | Niet gehonoreerd   |
| 1977    | Mario Lega           | Morbidelli/ Yamaha                    | Yamaha             |
| 1978    | Kork Ballington      | Kawasaki                              | Kawasaki           |
| 1979    | Kork Ballington      | Kawasaki                              | Kawasaki           |
| 1980    | Toni Mang            | Krauser-Kawasaki                      | Krauser-Kawasaki   |
| 1981    | Toni Mang            | Kawasaki                              | Kawasaki           |
| 1982    | Jean-Louis Tournadre | Yamaha                                | Yamaha             |
| 1983    | Carlos Lavado        | Venemotos-Yamaha                      | Yamaha             |
| 1984    | Christian Sarron     | Sonauto-Yamaha                        | Yamaha             |
| 1985    | Freddie Spencer      | Rothmans-HRC-Honda                    | Honda              |
| 1986    | Carlos Lavado        | HB-Venemotos-Yamaha                   | Honda              |
| 1987    | Toni Mang            | Rothmans-HRC-Honda                    | Honda              |
| 1988    | Sito Pons            | Campsa-HRC-Honda                      | Honda              |
| 1989    | Sito Pons            | Campsa-JJ Cobas-HRC-Honda             | Honda              |
| 1990    | John Kocinski        | Roberts-Marlboro-Yamaha               | Yamaha             |
| 1991    | Luca Cadalora        | Kanemoto-Rothmans-HRC-Honda           | Honda              |
| 1992    | Luca Cadalora        | Rothmans-HRC-Honda                    | Honda              |
| 1993    | Tetsuya Harada       | Telkor-Valesi Racing-Yamaha           | Honda              |
| 1994    | Max Biaggi           | Tech 3-Chesterfield-Aprilia           | Honda              |
| 1995    | Max Biaggi           | Tech 3-Chesterfield-Aprilia           | Aprilia            |
| 1996    | Max Biaggi           | Tech 3-Chesterfield-Aprilia           | Aprilia            |
| 1997    | Max Biaggi           | Kanemoto-Marlboro-HRC-Honda           | Honda              |
| 1998    | Loris Capirossi      | Aprilia Racing                        | Aprilia            |
| 1999    | Valentino Rossi      | Nastro Azzurro-Aprilia                | Aprilia            |
| 2000    | Olivier Jacque       | Tech 3-Yamaha                         | Yamaha             |
| 2001    | Daijiro Kato         | Gresini-Telefónica-Movistar-HRC-Honda | Honda              |
| 2002    | Marco Melandri       | MS Aprilia Racing                     | Aprilia            |
| 2003    | Manuel Poggiali      | MS Aprilia Racing                     | Aprilia            |
| 2004    | Dani Pedrosa         | Telefónica-Movistar-HRC-Honda         | Honda              |
| 2005    | Dani Pedrosa         | Telefónica-Movistar-HRC-Honda         | Honda              |
| 2006    | Jorge Lorenzo        | Fortuna-Aprilia                       | Aprilia            |
| 2007    | Jorge Lorenzo        | Fortuna-Aprilia                       | Aprilia            |
| 2008    | Marco Simoncelli     | Metis-Gilera                          | Aprilia            |
| 2009    | Hiroshi Aoyama       | Scot Racing Team-HRC-Honda            | Aprilia            |